# My Brightest Diamond
My Brightest Diamond es el proyecto musical de la cantautora y multi-instrumentista Shara Worden. El grupo ha grabado tres álbumes de estudio, Bring Me the Workhorse en 2006, A Thousand Shark's Teeth en 2008 y All Things Will Unwind en 2011, además de los álbumes de versiones Tear It Down y Shark Remixes. Worden también ha grabado y actuado con The Decemberists (en el papel de reina en el álbum Hazards of Love) y ha colaborado en los álbumes de Sufjan Stevens Illinoise y The Age of Adz. My Brightest Diamond combina elementos de ópera, cabaret, música de cámara y rock.

## Carrera musical
Mientras vivía en Nueva York, Worden comenzó a escribir su propia música, a caballo entre su formación clásica y el rock vanguardista que estaba descubriendo. Se introdujo en el mundo del rock underground tanto como lo estaba en el de la música clásica, y se inspiró en artistas como Antony and the Johnsons y Nina Nastasia, y en sus íntimas actuaciones en locales como Tonic, Living Room y Knitting Factory.
Worden comenzó a tocar y grabar mientras estudiaba en la Universidad de North Texas, en la ciudad de Denton. En 1998, bajo el pseudónimo de Shara, lanzó un álbum titulado Word. Al terminar su licenciatura en Interpretación Vocal Clásica se trasladó a Moscú, donde grabó varias canciones que había escrito recientemente y las publicó en un EP titulado Session I, con ilustraciones hechas a mano. En 1999 se mudó al barrio neoyorquino de Brooklyn y comenzó a actuar y grabar con el nombre de AwRY, junto con un grupo de músicos que tocaban cualquier cosa: desde copas de vino a campanillas de viento. Finalmente, añadió al grupo un cuarteto de cuerda tras estudiar y colaborar con el compositor australiano Padma Newsome. Posteriormente publicó un álbum homónimo (conocido como The Orange Album), formado en gran parte a partir de temas de Word. En 2001 lanzó Quiet B-Sides, y en 2003, un álbum de versiones.
En 2003 Shara Worden también colaboró como xilofonista, teclista y corista en el álbum Recession Special de la Bogs Visionary Orchestra. Después de conocer a Sufjan Stevens (que también se había instalado en Nueva York procedente de Míchigan), Worden se convirtió en una de sus Illinoisemakers y dejó de lado temporalmente su propia música para participar en la gira por Illinois como capitana de las cheerleaders. Al acabar la gira, Worden renombró su proyecto My Brightest Diamond y se puso a trabajar en dos álbumes: A Thousand Shark's Teeth (una colección de temas interpretados con un cuarteto de cuerda) y Bring Me the Workhorse (un álbum más roquero que publicó en verano de 2006 con la discográfica Asthmatic Kitty de Stevens). En otoño del mismo año, My Brightest Diamond fue de gira con Stevens para presentar el álbum.
En 2006, Worden grabó un Take-Away Show con Vincent Moon. A principios de 2007, My Brightest Diamond actuó como telonero del conocido grupo indie The Decemberists en su gira Twilight in the Fearful Forest. El 2 de junio de 2008 se publicó en todo el mundo A Thousand Shark's Teeth con el sello de Asthmatic Kitty, y el 17 de junio se publicó en EE UU.
My Brightest Diamond grabó una versión del tema “Lucky” de Radiohead para un álbum de tributo al grupo, que se llamó OKX y se publicó en la página web Stereogum en 2007. También versionaron el “Tainted Love” de Gloria Jones y Soft Cell para el disco recopilatorio de Engine Room Recordings Guilt by Association Vol. 2, publicado en noviembre de 2008. Posteriormente hicieron una versión de la canción “Feeling Good” de Anthony Newley y Leslie Bricusse para el recopilatorio de Red Hot Organization Dark Was the Night, publicado en 2009.
Shara Worden colaboró como vocalista en el álbum Here Lies Love (2010) de David Byrne y Fatboy Slim. También colaboró en el ciclo de canciones Penelope de Sarah Kirkland Snider (publicado en 2010 a través de New Amsterdam Records), poniendo la voz en todas las canciones.
Después de A Thousand Shark's Teeth, My Brightest Diamond publicó All Things Will Unwind el 18 de octubre de 2011. Dicho álbum en realidad comenzó como un proyecto para componer música para un programa llamado The American Songbook Series. El título del disco está inspirado en una conversación que Worden mantuvo con un amigo sobre la posibilidad de que se apagase el Sol.

## Discografía

### Álbumes
- Bring Me the Workhorse (2006)
- Tear It Down (2007) – álbum de versiones
- A Thousand Shark's Teeth (2008)
- All Things Will Unwind (2011)

### Singles
- “Inside a Boy”
- “From the Top of the World” (2008)

### Colaboraciones
- “Lucky”, para el recopilatorio OKX: A Tribute to OK Computer (2007)
- “Tainted Love”, para el recopilatorio Guilt by Association Vol. 2 (2008)
- “Feeling Good”, para el recopilatorio Dark Was the Night (2009)